# Néville
Néville település Franciaországban, Seine-Maritime megyében. Lakosainak száma 1339 fő (2022. január 1.). Néville Cailleville, Crasville-la-Mallet, Drosay, Ingouville, Ocqueville, Pleine-Sève, Saint-Riquier-ès-Plains és Saint-Valery-en-Caux községekkel határos.

## Népesség
A település népességének változása:
| Lakosok száma | 1196 | 1277 | 1307 | 1306 | 1318 | 1329 | 1329 | 1339 | 1339 |
|               | 2013 | 2015 | 2016 | 2017 | 2018 | 2019 | 2020 | 2021 | 2022 |